# Иодид марганца(II)
Иодид марганца(II) — неорганическое соединение, соль металла марганца и иодистоводородной кислоты с формулой MnI2,
светло-розовые кристаллы,
растворимые в воде,
образует кристаллогидраты.

## Получение
- Действие раствора иода в эфире на порошкообразный марганец:

{\displaystyle {\mathsf {Mn+I_{2}\ {\xrightarrow {}}\ MnI_{2}}}}
- Действие  иодоводорода на марганец

{\displaystyle {\mathsf {Mn+2HI\ \xrightarrow {} \ MnI_{2}+H_{2}\uparrow }}}

## Физические свойства
Иодид марганца(II) образует светло-розовые кристаллы
тригональной сингонии,
пространственная группа P 3m1,
параметры ячейки a = 0,416 нм, c = 0,682 нм, Z = 1.
На воздухе кристаллы со временем темнеют.
Растворяется в воде.
Образует кристаллогидраты состава MnI2•n H2O, где n = 1, 2, 4, 6 и 8.
С аммиаком образует аддукты вида MnI2•n NH3, где n = 2, 6.
Ферромагнетик.